# 莱德尔泽勒
莱德尔泽勒（法語：Lederzeele）是法国北部-加来海峡大区诺尔省的一个市镇，属于敦刻尔克区沃尔穆县。该市镇2009年时的人口为676人。

## 人口
莱德尔泽勒人口变化图示
| 数据来源：INSEE |